# شکتیگار
شکتیگار (به انگلیسی: Shaktigarh) یک منطقهٔ مسکونی در هند است که در بخش ادهم سینگ‌نگر واقع شده‌است. شکتیگار ۴۰٬۱۱۰ نفر جمعیت دارد.